# 3 000 mètres steeple masculin aux championnats du monde d'athlétisme 2003
Navigation
Edmonton 2001 Helsinki 2005
L'épreuve du 3 000 mètres steeple masculin des championnats du monde d'athlétisme 2003 s'est déroulée les 23 et 26 août 2003 au Stade de France à Saint-Denis, en France. Elle est remportée par le Qatarien Saif Saaeed Shaheen.

## Résultats

### Finale
| Rang               | Athlète                   | Pays     | Temps         | Notes |
| ------------------ | ------------------------- | -------- | ------------- | ----- |
| Médaille d'or      | Saif Saaeed Shaheen       | Qatar    | 8 min 04 s 39 |       |
| Médaille d'argent  | Ezekiel Kemboi            | Kenya    | 8 min 05 s 11 |       |
| Médaille de bronze | Eliseo Martín             | Espagne  | 8 min 09 s 09 | PB    |
| 4                  | Bouabdellah Tahri         | France   | 8 min 10 s 65 |       |
| 5                  | Abraham Cherono           | Kenya    | 8 min 13 s 37 |       |
| 6                  | Luis Miguel Martín        | Espagne  | 8 min 13 s 52 | SB    |
| 7                  | Simon Vroemen             | Pays-Bas | 8 min 13 s 71 | SB    |
| 8                  | José Luis Blanco          | Espagne  | 8 min 17 s 16 |       |
| 9                  | Jukka Keskisalo           | Finlande | 8 min 17 s 72 | PB    |
| 10                 | Ali Ezzine                | Maroc    | 8 min 19 s 15 |       |
| 11                 | Yoshitaka Iwamizu         | Japon    | 8 min 19 s 29 |       |
| 12                 | Khamis Abdullah Saifeldin | Qatar    | 8 min 28 s 37 |       |
| 13                 | Abdelkader Hachlaf        | Maroc    | 8 min 35 s 17 |       |
| —                  | Reuben Kosgei             | Kenya    | DNF           |       |
| —                  | Luleseged Wale            | Éthiopie | DNS           |       |

## Légende
Records et Performances
- AR : Record continental (area record)
- CR : Record des championnats (championship record)
- MR : Record du meeting (meet record)
- NR : Record national (national record)
- OR : Record olympique (olympic record)
- PR : Record paralympique (paralympic record)
- PB : Record personnel (personal best)
- SB : Meilleure performance personnelle de la saison (season's best)
- WL : Meilleure performance mondiale de l'année (world leader)
- WJR : Record du monde junior (world junior record)
- WR : Record du monde (world record)

Circonstances et Conditions
- DNF : N'a pas terminé (did not finish)
- DNS : N'a pas pris le départ (did not start)
- DQ : Disqualification (disqualification)
- NM : Aucun essai valable enregistré (No Mark)
- Q : Qualifié « directement » au prochain tour (ou à la prochaine compétition), lors d'une compétition majeure, grâce au classement ou à la réalisation des minima (automatic qualifier)
- q : Qualifié au prochain tour (ou à la prochaine compétition), lors d'une compétition majeure, grâce au repêchage ou à la réalisation de l'une des meilleures performances parmi celles des « non qualifiés directement » (grâce au meilleur temps ou à la meilleure distance par exemple) (secondary qualifier)